# ガリフナ語
ガリフナ語（ガリフナご、Garifuna language）は、ホンジュラス、グアテマラ、ベリーズ、ニカラグア等のガリフナにより話されるアラワク語族系の言語。アラワク語族系の言語の中では変則的な部類に属する。アフリカから連行されてきた黒人奴隷達が、アラワク語等のアラワク語族系言語を話す現地先住民（アラワク族および、それを征服していた島嶼カリブ）や、歴史の流れの中で同盟を組んだフランス人入植者、抵抗運動をして戦ったが敗れた相手である英国人など、関わりを持った様々な人種の使用言語の語彙を取り込み、しかし語彙の発音はオリジナルの発音ではなく、自分達アフリカ人流の発音で取り込むことで、それらの語彙を母国語化していき、オリジナルなガリフナ語として形成、発展してきた言語である。
ホンジュラス、グアテマラ、ベリーズ、ニカラグア地域におけるガリフナ語は、ガリフナの舞踏や音楽と共に、2001年にユネスコにより人類の口承及び無形遺産の傑作の宣言がなされ、2008年に無形文化遺産として登録された。

## ガリフナ語が使用される地域
ガリフナ語が話される主な地域は、中央アメリカの、特にホンジュラス、グアテマラ、ベリーズ、ニカラグア地域、そして、それらの国々からの移民が多く流入しているアメリカ合衆国（の特にニューヨーク）である。

## 歴史および言語の発展・変遷
ガリフナ語の歴史的発展や変遷について、
- プロト・ガリフナ語（Proto-Garífuna Language：1492年 - 1635年）
- 初期ガリフナ語（Early Garífuna Language：1635年 - 1797年）
- 中期ガリフナ語（Middle Garífuna Language：1797年 - 1985年）
- 近代ネイティブ・ガリフナ語（Modern Vernacular Garífuna Language：1985年 - ）

という4つに分類する研究がある。
以下は、それぞれの概略である。

### プロト・ガリフナ語
セントビンセント島の先住民が話していた言語。
この段階の時期（1492年 - 1635年）には、先住民とヨーロッパ人との接触が始まり、
その先住民の言語に、フランス語やスペイン語の語彙が流入し始め、
また、アフリカからの奴隷達が彼らの社会に入ってきたことを示す語彙が登場し始めた。

### 初期ガリフナ語
この段階では、アフリカから来た奴隷達の集団が、セントビンセント島先住民の言語を話せるようになり、かつ、
語彙の発音は自分達アフリカ人流の発音で、という変更を加え自分達の言葉に作り変え始めた。
この時期（1635年 - 1797年）のガリフナ社会は広くバイリンガル社会な状況にあり、
ガリフナの多くはフランス語も話せた。その結果、数百のフランス語の名詞や動詞の語幹が、ガリフナ語の語彙として取り込まれる語彙の大量流入が起こった。

### 中期ガリフナ語
セントビンセント・グレナディーンにまで勢力を伸ばしてきた英国との戦いの末に、
1796年に降伏したガリフナが、その後、追放されて、
中央アメリカの他の地域へ命からがら移住せざるをえなくなり、
ホンジュラス沖のロアタン島を皮切りに更に中央アメリカのカリブ海沿岸部一帯へと、
ガリフナの居住地域が広がりを見せたのが、この時期（1797年 - 1985年）である。
その広がりの結果、これまでは1つの纏まった集団内での十分に統一の取れた言語であったものが、
広がった各地域毎に少しずつ、相互理解可能な範囲での言語的差異が生まれ始め、
ベリーズのガリフナ語、グアテマラのガリフナ語、ホンジュラスのガリフナ語、ニカラグアのガリフナ語、
といった具合に枝分かれしていき、かつ夫々の地域で、
先住民、英語圏出身住民、スペイン語圏出身住民、その他のアフリカ系住民等
と文化的に交わった相互作用で更に、各地のガリフナ語は夫々個別に変化していくこととなった。

### 近代ネイティブ・ガリフナ語
各地で夫々に、ガリフナ語以外を話す住民との交流が長く続いた結果、
各地域毎に生じていたガリフナ語の言語的差異が明確に違いを感じさせられるものになってきた。
そこで、ガリフナ語の言語体系維持、という問題にガリフナ達は直面し、
効果的な言語計画または言語政策を講じてガリフナ語の絶滅を回避する必要性に迫られている。